# Paperino e l'albergo di Fonte Ribalda
Paperino e l'albergo di Fonte Ribalda (Sagmore Springs Hotel) è una storia a fumetti di 10 tavole realizzata dal cartoonist Carl Barks nel 1957 e pubblicata sul numero 206 dell'albo mensile Walt Disney's Comics and Stories del novembre del 1957.
In Italia viene pubblicata per la prima volta sul numero 191 di Topolino, datato 25 luglio 1958.

## Trama
Stanco di fare il pelatore di patate in un albergo di proprietà dello Zio Paperone, Paperino chiede un posto di lavoro migliore ed ottiene dal parente la nomina a direttore di un albergo nella città fantasma di Fonte Ribalda. Paperino si trasferisce quindi coi nipotini sul luogo per risistemare l'albergo cadente.
Poco dopo la riapertura Paperone, sotto mentite spoglie, si reca all'albergo fingendosi un cliente per ispezionare il comportamento di Paperino.
Dopo una serie di disastri, Paperino sarà licenziato come direttore, ma verrà assunto per buttare le bucce di patata nella spazzatura.

## Edizioni
Oltre che in Italia e negli Stati Uniti d'America, la storia è stata pubblicata anche in Australia (Sagmore Springs Hotel), Belgio (Geriefelijk hotel), Brasile (Gerente de Hotel o O Caminho do In... Sucesso), Danimarca (Hoteldirektør på prøve), Estonia (Hotellidirektor ), Finlandia (Aku Ankka hotellinjohtajana o Viije tähe majotusta), Francia (Donald hotelier!, En haut de l'échelle o Calamité Hôtel), Germania (Die Bewährung), Grecia (Ο ξενοδόχος της πόλης φάντασμα), Inghilterra (The hotel manager), Lettonia (Старый отель), Norvegia (Donald Duck som hotelldirektør), Paesi Bassi, Polonia (Wszystko dla gos'cia), Repubblica Ceca (Ředitel hotelu) e Svezia (Den store hotelldirektören o Hotelldirektören).

### Pubblicazioni italiane
- Albi della Rosa n. 422 (9/12/1962)
- Paperino n. 30 (10/1986)
- Zio Paperone n. 56 (5/1994)
- La grande dinastia dei paperi n. 14 (2008)